# Федів Павло Павлович
Федів Павло Павлович (26 вересня 1943, Львів, УРСР, СРСР) — український художник, живописець. Заслужений художник України (2020)

## Біографія
Павло Павлович Федів народився 26 вересня 1943 року у Львові. У 1968 році закінчив відділ художнього розпису Львівського училища прикладного мистецтва імені Івана Труша. Вчителі з фаху — С. І. Костирко, Т. С. Максисько, Т. М. Драган. У 1979 році закінчив вечірній відділ художнього скла Львівського державного інституту прикладного та декоративного мистецтва.
Біографія Павла Федіва, корінного львів'янина, розпочалась у складні дні повоєнного міста. Змалку запам'ятались квітучі сади та лісові масиви рідної Погулянки, химерна мальовничість Личаківського кладовища. А пейзажним малярством зацікавився ще в роки навчання у середній школі № 24, де гурток малювання вів невтомний ентузіаст, художник-аматор І. І. Яцищин. Саме він, знайомлячи своїх учнів з творчістю Івана Труша, Антіна Манастирського, Юліана Панькевича та Корнила Устияновича, зумів закласти в молодій творчій натурі основи любові й реалістичного відображення на полотні краси рідного краю, вміння побачити чарівність в буденному, здавалось би, сюжеті.
Значна частина творчого доробку Павла Федіва присвячена Львову, його архітектурним пам'яткам. Поряд з загальними панорамними видами—"Панорама Львова", "Вид Львова з готелю «Дністер» і пейзажними планами рідного міста — «Вулиця Руська-Підвальна», «Вулиця Миру», «Привокзальна», «Біля польського консульства», «Старий Глинянський тракт. Село Підберізці. Дуби Богдана Хмельницького», на полотнах художника зображено львівські вулички та окремі будівлі, що мають мистецьку або культурно-історичну цінність — «Церква св. Юра», «Костьол св. Магдалини», «Бернардинський костьол», «Національний музей», «Палац Камелло», «Церква св. Миколая з села Кривки».
«Закутки Львова,— вважає Павло Федів,— мають свою специфіку — потріскані стіни будівель, стара штукатурка, зеленкуваті плями моху, сіро-коричнева бруківка повертають нас у середньовіччя чи ренесанс, у казкову гру світла і тіней старовинного міста. Тому й колорит творів повинен бути не розділеним, а насичені кольорами».
Пейзажі Львова малював ще з 80-х років, а на зображення польської місцевості витратив лише місяць. За його словами, такі міста обрав тому, що кожне з них дивує по-своєму.
«У Замосці є річка та гарні класичні будівлі. У Перемишлі на пагорбах стоять костели, побудована там і церква Івана Хрестителя. Ланцют, наприклад, славиться розкішним палацом і костелом Станіслава Біскопа»
Якщо польські міста зображено в реалістичній манері, то Львів на полотнах Федіва представлено фантазійно. Тут несподівано з'являються канали, по яких пересуваються човни, з висоти Лисої гори Львів береже статуя Христа, тож роботи художника демонструють чимало фантастичних змін міста. Створив тут картини, надихаючись його архітектурою: будинками, балконами, дахами та бруківкою. У планах митця — поєднати Львів з іншими країнами: «Я мандрував з аквареллю, у мене є картини Німеччини, Франції, Югославії. Будь-яка річ є цікава, якщо осмислити та опрацювати її. Тоді і з'являється творчість». На картинах, представлених на виставці, Львовом протікає річка, яка оживляє місто.
Художник любить подорожувати, бував у Польщі, Німеччині, Франції, Єгипті. А свої враження від побаченого, нові архітектурні мотиви завжди прагнув зафіксувати акварельними фарбами на папері: «Опольська Венеція», «Міст на Одері», «Стара корчма в Ополе», «Собор в Лейпцігу», «Маяк в Александрії», «Вежа Ейфеля в Парижі», «Сфінкс в долині Гізи». А сама техніка акварелі, котра передбачає точний і впевнений мазок, ще не терпить виправлення, безпосередність і спонтанність творчої манери спонукають митця до повного розкриття своїх можливостей та індивідуальних особливостей.
Жодна робота Павла Федіва, а працює він без ескізів чи попередніх начерків, не створена у стінах майстерні. В сонячний день чи непогоду, дощ чи сніг розпочинає він своє полотно й завершує на пленері. І тому довірливий діалог з натурою, реалістичне зображення її допомагають художникові схвильовано передати настрій, образ, стан, колірне багатство в картині, продумати мелодію барв, композиційні ритми, передати внутрішній світ баченого.
Автор персональних виставок:
- 1991 — Національний музей у Львові;
- 1994 — музей «Бойківщина» у Самборі;
- 1994 — Республіканський Фонд культури в Києві;
- 1995 — галерея «Слово і образ» у Вроцлаві (Польща);
- 2006 — Національний музей у Львові;
- 2007 — Львівський палац мистецтв;
- 2015 — Львівський палац мистецтв;
- 2016 — Посольство України у Варшаві (Польща);
- 2019 — «Dusza miast» у місті Нисі (Польща);
- 2024 — Львівський палац мистецтв.

Учасник численних колективних виставок та пленерів в Україні й за кордоном. Твори художника зберігаються в музеях та приватних колекціях України, Польщі, Німеччини, США, Канади, Ізраїлю, Італії.